# Claude-Simon Amat
Pour les articles homonymes, voir Amat.
Claude Simon Amat est un homme politique français né le 18 mars 1761 à Ribiers (Hautes-Alpes) et mort le 23 septembre 1794, dans la même ville.

## Biographie
Il est le père de Jean Joseph Amat, député de la 1re législature de la monarchie de Juillet. Issu de la branche cadette d'une famille noble, les « Amat du Brusset », il achète une charge de notaire, à Ribiers.  

## Carrière politique
En 1788, Claude Simon Amat devient député, représentant sa commune natale, à l'assemblée provinciale du Dauphiné à Romans. Il a été député des Hautes-Alpes du 1er septembre 1791 au 20 septembre 1792, élu avec 143 voix sur 232 votants. Il y intervient  notamment sur le budget de la marine et des colonies. Après avoir tenté avec quelques-uns de ses collègues de protéger la liberté du roi au 20 juin et au 10 août, il préféra rentrer dans les Hautes-Alpes, à pieds. C'est à la suite de ce voyage qu'il tomba malade, de la poitrine.